# Khoshkeh Darreh
Khoshkeh Darreh (persiska: خشکه درّه) är en ort i Iran.   Den ligger i provinsen Kurdistan, i den nordvästra delen av landet, 500 km väster om huvudstaden Teheran. Khoshkeh Darreh ligger 1 651 meter över havet och antalet invånare är 260.
Terrängen runt Khoshkeh Darreh är lite bergig.Runt Khoshkeh Darreh är det ganska tätbefolkat, med 93 invånare per kvadratkilometer. Närmaste större samhälle är Bāneh, 10,3 km söder om Khoshkeh Darreh. Trakten runt Khoshkeh Darreh består i huvudsak av gräsmarker.